# Вале ди Сото (Виченца)
Вале ди Сото је насеље у Италији у округу Виченца, региону Венето.
Према процени из 2011. године у насељу је живело 20 становника. Насеље се налази на надморској висини од 283 m.